# Drymaria coahuilana
Drymaria coahuilana är en nejlikväxtart som först beskrevs av Ivan Murray Johnston, och fick sitt nu gällande namn av Billie Lee Turner. Drymaria coahuilana ingår i släktet Drymaria och familjen nejlikväxter. Inga underarter finns listade i Catalogue of Life.